# Мејрид Кориган Мегвајер
Мејрид Кориган Мегвајер (енгл. Mairead Corrigan Maguire; Белфаст, 27. јануар 1944) је британска активисткиња. Основала је са Бети Вилијамс и Киран Мекјуан организацију Women for Peace која је касније постала организација Community for Peace People, посвећена подстицању мирног решавања проблема у Северној Ирској. Вилијамсова и Мегвајерова су добиле Нобелову награду за мир 1976. године.
Последњих година критиковала је политику израелске владе према Гази, нарочито поморску блокаду.

## Биографија
Мегвајерова је рођена у римокатоличкој заједници у Белфасту, у Северној Ирској, друго од осморо деце — пет сестара и два брата. Њени родитељи били су Андрју и Маргарет Кориган. Похађала је основну школу Свети Винсент, приватну католичку школу, све до 14. године, пошто након тога њена породица више није могла да плаћа школовање. Једно време радила је као бабица у католичком друштвеном центру, успела је да уштеди довољно новца да упише годину дана курс на приватном факултету госпођице Гордон, што ју је са 16 година довело до посла књиговође у локалној фабрици. Редовно је волонтирала у црквеној организацији, проводила вечери и викенде радећи са децом и посећујући затворенике у затворима. Када је имала 21 годину почела је да ради као секретарица у пивари Гинис, где је остала запослена до децембра 1976. године.

## Активизам
Mејрид је постала активна у мировном покрету Северне Ирске након што је троје деце од њене сестре Ен прегазио аутомобил којим је управљао Дени Ленон, бегунац Привремене ирске републиканске војске (ПИРА), кога су британске трупе усмртиле док је покушавао да побегне. Бети Вилијамс, била је сведок трагедије и оптужила ИРА-у да је пуцала на британску патролу и провоцирала инцидент. У данима који су уследили она је почела прикупљати потписе за петицију мира од протестаната и католика и успела је да окупи око 200 жена које су марширале за мир у Белфасту. Марш је прошао близу куће Мејрид Кориган која им се придружила. Она и Вилијамсова су тако постале „заједничке вође практично спонтаног масовног покрета“.
Следећи протест, до места сахране троје деце њене сестре, окупио је 10.000 протестантских и католичких жена. Протестанте су припадници ПИРА-е физички напали. До краја месеца њих две су на улице Белфаста извеле 35.000 људи који су тражили мир између републиканске и лојалистичке фракције. Првобитно усвојивши назив „Жене за мир“, покрет је променио име у родно неутралну „Заједница људи из мира“ или једноставно „Мировни људи“, када се придружио дописник ирских новина Киран Мекјуан.
Мегвајерова је била уверена да најефикаснији начин да се заустави насиље није насиље већ преквалификација, односно освешћивање. Организација је два пута објавила документ „Мир миром“ и обезбедила је за породице затвореника аутобуску линију до и из затвора у Белфасту. Године 1977. Мегвајерова и Вилијамсова за своје напоре добиле су Нобелову награду за мир 1976. године. Тада је имала 32 године и била је најмлађа добитница Нобелове награде за мир све док Малала Јусуфзаи није добила Нобелову награду 2014. године.
Иако је Вилијамсова поднела оставку из Мировних људи 1980. године, Мегвајерова је наставила да се бави организацијом до данас и служила је као почасни председник групе. Од тада је преузео глобалнију агенду, бавећи се низом друштвених и политичких питања из целог света.
Мегвајерова је у говору из 2007. године рекла да је раздвојени зид Израела "споменик страху и пропалој политици" и да је "за многе Палестинце свакодневни живот толико тежак, да је то заиста чин отпора". Похвалила је „инспиративни рад Међународног покрета солидарности“ и одала почаст сећању на „Рејчел Кори, која је дала свој живот протестујући због рушења палестинских домова од стране израелске војске“, рекавши да смо одговорни једни за друге и да смо на тајанствено духован и леп начин повезани. 
Мегвајерова је у интервјуу из децембра 2011. године изјавила да је „Хамас изабрана странка и сви би требало да је признају као такву. Има демократски капацитет и треба га признати“. Током путовања у Гази 2008. године била је позвана да говори "у парламенту Хамаса".
Године 2016. покушала је да спречи израелску поморску блокаду појаса Газе заједно с још 13 активиста, све док их Израелска морнарица није зауставила отприлике 64 км од обале. Чамац је био у пратњи до луке Ашдод. Израелска војска је навела да је пресретање било кратко и без повређених. Мегвајерова се пожалила да су она и активисти „ухапшени, отети, илегално, у међународним водама и одведени против своје воље у Израел“. 
У више наврата је сугерисала да су Палестинци заинтересованији за мир него израелска влада. У интервјуу из 2011. године је навела, да када су она и неке колеге 2008. године напустиле Газу, „ми смо се јако надали, јер постоји жеља палестинског народа за миром, а онда је наредне недеље започела операција Ливено олово. То је било страшно". Израел је, како је рекла, убио палестинске пољопривреднике и риболовце који су само "покушавали ловити храну за своје породице", чиме је према њој доказано "да израелска влада не жели мир". У интервјуу из 2013. године поновила је исту тврдњу рекавши да су јој у Гази 2008. године челници Хамаса и Фатаха рекли да желе дијалог и мир, а недељу дана касније „Израел је бомбардовао Газу, починивши ратни злочин“, показујући "да у израелској влади не постоји политичка воља за миром".

## Приватни живот
Након губитка троје деце и битке са депресијом, Мејридина сестра Ен је извршила самоубиство 1980. године. Годину и по касније, у септембру 1981. године, Мејрид се удала за Џекија Мегвајера, који је био муж њене покојне сестре. Има троје усвојене деце и двоје своје деце, Џона и Лука.